# Psidium friedrichsthalianum
El "Cas" o también conocido como "guayaba de monte"  (Psidium friedrichsthalianum) es una especie de planta de la familia Myrtaceae originario de Costa Rica pero que se encuentra también en Nicaragua, Guatemala y El Salvador.

## Clasificación y descripción
Esta especie, puede comportarse como perennifolia o caducifolia, dependiendo de la disponibilidad en el suelo. Es una planta arbórea que puede alcanzar entre 6 y 10 m de altura; corteza, de color café rojiza con manchas grises; hojas, elípticas u ovales, puntiagudas, verde oscuras y lisas en el haz, más pálidas en el envés, de 5 a 12 cm de largo, 1 a 2 cm de ancho; Flores, blancas, fragantes, solitarias o en pares, 2,5 cm de ancho, con una nervadura central prominente; flores individuales de color blanco que crecen en las axilas de las hojas entre 2 y 3 cm de ancho, cada flor tiene 5 pétalos de aspecto ceroso, un estigma y ovario inferior; frutos pequeños de 3 a 6 cm de diámetro, redondos u ovales, de color verde a amarillo, con una areola en el sitio donde estaba el cáliz; pulpa suave, blanca, muy ácida, que envuelve las semillas aplanadas, de 5 mm de largo, los frutos generalmente tienen pocas semillas, entre 2 y 4.

## Distribución
Conocido endemicamente como "CAS" en Costa Rica, donde es originario este fruto, también se distribuye de forma ilegal en países como México se distribuye en los estados de Veracruz, Oaxaca, Chiapas, Tabasco y Yucatán. Se distribuye naturalmente en todo América Central hasta Colombia.

## Hábitat
Crece usualmente en zonas de bosque húmedo tropical y subtropical,  cerca de las costas o tierra adentro.  Para su buen crecimiento y desarrollo requiere de precipitaciones de 1400 a 3000 mm. Es una planta que puede producir frutos todo el año, sin embargo,  la disminución de la precipitación, por la presencia de una estación seca, es determinante para la disminución de frutos.  Altitudinalmente puede encontrarse desde el nivel del mar hasta 1300 m s. n. m., con una temperatura promedio de 25 °C, no tolera las heladas, en cuanto a suelos, prefiere suelos ácidos  y con buen drenaje.

## Estado de conservación
P. friedrichsthalianum, es una especie que representa un gran potencial para ser utilizada como porta injertos, para el cultivo de guayaba (P. guajava) debido a su rusticidad y adaptación a diferentes climas. Es una especie cuya distribución es amplia,  y no se encuentra en México, bajo ninguna categoría de protección de acuerdo a la NOM-059- ECOL- SEMARNAT- 2010, tampoco se encuentra bajo alguna categoría de protección de acuerdo a la UICN.